# Čtyřkoalice
Čtyřkoalice byla koalicí původně čtyř středopravicových stran, působící v české politice v letech 1998 až 2002.

## Členské strany
| Strana | Strana                                                        | Ideologie                  | Pozice               | Mandáty v Poslanecké sněmovně | Mandáty v Poslanecké sněmovně |
| Strana | Strana                                                        | Ideologie                  | Pozice               | 1998                          | 2002                          |
| ------ | ------------------------------------------------------------- | -------------------------- | -------------------- | ----------------------------- | ----------------------------- |
|        | Křesťanská a demokratická unie – Československá strana lidová | křesťanská demokracie      | střed až středopravá | 20/200                        | 22/200                        |
|        | Unie svobody                                                  | sociální liberalismus      | středopravá          | 19/200                        | 9/200                         |
|        | Občanská demokratická aliance                                 | konzervativní liberalismus | středopravá          | 0/200                         | 0/200                         |
|        | Demokratická unie                                             | liberální konzervatismus   | středopravá          | 0/200                         | Sloučena s US                 |

## Historie
Čtyřkoalici vytvořily 1. září 1998 KDU-ČSL, Unie svobody, Demokratická unie a Občanská demokratická aliance za účelem společného postupu proti ODS a ČSSD v nadcházejících senátních a komunálních volbách v Praze. Celkem bylo do horní parlamentní komory v těchto volbách zvoleno 13 senátorů nominovaných Čtyřkoalicí. V září 1999 uzavřely strany podílející se na Čtyřkoalici „Svatováclavskou smlouvu“, jejímž obsahem bylo: společný postup před sněmovními volbami a následně i po nich, neuzavření dohody o spolupráci s jinou stranou na parlamentní úrovni a zřízení Rady Čtyřkoalice tvořené předsedy a místopředsedy jednotlivých smluvních stran. O rok později došlo k prohloubení spolupráce uzavření čtyřkoaliční Svatováclavské smlouvy, na jejímž základě byla zřízena osmičlenná Politická rada Čtyřkoalice coby nejvyšší orgán tohoto uskupení (po 3 členech měly KDU-ČSL, US, po 1 ODA a DEU).
Jedním z jejích významných úspěchů byly senátní volby v roce 2000, v nichž získala 17 z 27 obsazovaných křesel a připravila ODS a ČSSD o většinu v Senátu.
Na konci roku 2001 se počet členů redukoval na tři, když se Unie svobody a DEU spojily v US-DEU. V následujícím roce KDU-ČSL odmítla kandidovat v nadcházejících parlamentních volbách s ODA kvůli jejím problémům s financováním. Pouze KDU-ČSL a US-DEU pak šly do voleb společně pod značkou Koalice.

## Volební výsledky

### Poslanecká sněmovna

Mapa výsledků koalice ve sněmovních volbách 2002

| Volby | Hlasy   | Hlasy | Mandáty | Mandáty | Pozice | Postavení |
| Volby | Abs.    | %     | Abs.    | ±       | Pozice | Postavení |
| ----- | ------- | ----- | ------- | ------- | ------ | --------- |
| 2002  | 680 670 | 14.2  | 31/200  | ▼8      | ▼4.    | Vláda     |

### Senát
| Volby | První kolo | První kolo | Druhé kolo | Druhé kolo | Mandáty | Mandáty | Mandáty | Pozice |
| Volby | Hlasy      | %          | Hlasy      | %          | Zvoleno | Celkem  | ±       | Pozice |
| ----- | ---------- | ---------- | ---------- | ---------- | ------- | ------- | ------- | ------ |
| 1998  | 255 785    | 26.6       | 166 483    | 31.0       | 13/27   | 26/81   | ▲5      | ▲1.    |
| 2000  | 234 879    | 27.3       | 247 197    | 43.9       | 17/27   | 39/81   | ▲13     | ▲1.    |

### Zastupitelstva krajů
| Volby | Hlasy   | Hlasy | Mandáty | Pozice |
| Volby | Abs.    | %     | Mandáty | Pozice |
| ----- | ------- | ----- | ------- | ------ |
| 2000  | 537 012 | 22.9  | 175/675 | 2.     |